# 柳沢時憲
柳沢 時憲（やなぎさわ ときのり）は、江戸時代前期の旗本。通称は時縄、のち孫之丞。
柳沢信安の長男。母は太田吉宗の娘。初め父・信安の家督を継ぐが、祖父・安吉が致仕した際には既に信安が亡くなっていたため、それまでの家禄は幕府に返上し、新たに安吉の家督を継いだ。
時憲には男子がいなかったため、死後は養子の時附（山高信吉の四男）が家督を継いだ。

## 年表
※日付は旧暦
- 寛文10年（1670年）7月8日 - 父・信安の家督を継ぐ（250俵）。小普請入り
- 天和3年（1683年）閏5月21日 - 大番となる
- 貞享2年（1685年）7月11日 - 祖父・安吉が致仕。新たに安吉の家督を継ぐ（430俵）
- 元禄2年（1689年）10月11日 - 大番を辞職し、小普請入りとなる
- 元禄10年（1697年）12月19日 - 死去。享年38。月桂寺に葬られる。法名は朝宗。